# Coxiella
Coxiella е род от семейство Coxiellaceae.
Coxiella burnetii е единствения представител на този род.